# Henneke Gülzow
Henneke Gülzow (* 14. Februar 1938 in Danzig (Freie Stadt Danzig); † 1. April 1997 in Hamburg) war ein deutscher evangelisch-lutherischer Theologe und Professor für Kirchen- und Dogmengeschichte.

## Leben

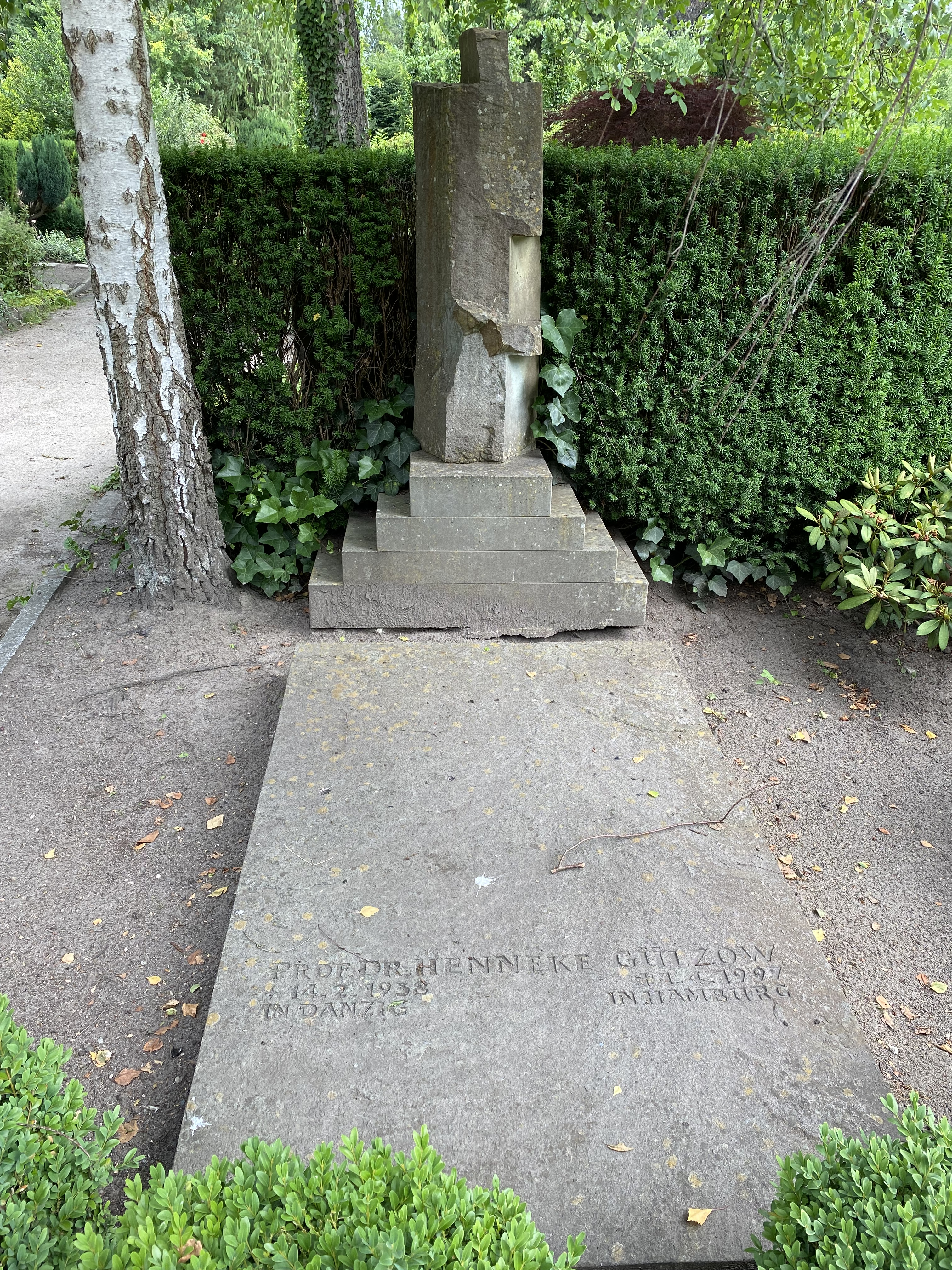
Grabstätte

Gülzow, der seinen Vornamen Henneke nach der Hauptfigur der Novelle Mein Recht von Wilhelm Heinrich Riehl erhielt, war eins von fünf Kindern des Pfarrers der Danziger Marienkirche Gerhard M. Gülzow. Seine Kindheit war geprägt durch die Flucht 1945 und den Neuanfang in Lübeck, wo er auf dem Katharineum zu Lübeck sein Abitur machte und in der Lübecker Knabenkantorei sang.
Er studierte evangelische Theologie und wurde 1966 an der Universität Kiel zum Doktor der Theologie promoviert. Seine erweiterte Dissertation wurde 1969 unter dem Titel Christentum und Sklaverei in den ersten drei Jahrhunderten veröffentlicht und gilt heute als Standardwerk. 1971 habilitierte er sich mit einer Untersuchung zu Cyprian und Novatian.
Von 1977 an hatte Gülzow den Lehrstuhl für Kirchen- und Dogmengeschichte mit Schwerpunkt Patristik an der Universität Hamburg inne. Sein Forschungsschwerpunkt war die frühe Sozialgeschichte des Christentums. Er starb 1997 nach schwerer Krankheit. Seine letzte Ruhestätte erhielt Gülzow auf dem Nienstedtener Friedhof.

## Werke
- Kirche und Sklaverei in den ersten zwei Jahrhunderten: Unter besonderer Berücksichtigung der römischen Gemeinde. Kiel 1966 (masch.); Theol. F., Diss. v. 26. Juli 1966

erweiterte Fassung:
- Christentum und Sklaverei in den ersten drei Jahrhunderten. Bonn: Habelt, 1969.

Nachdruck als:
- Ausgewählte Werke, Bd. 1.: Christentum und Sklaverei in den ersten drei Jahrhunderten. Mit einem Nachwort von Gerd Theißen. Münster etc.: LIT 1999 (Hamburger theologische Studien; Bd. 16) ISBN 3-8258-3902-8
- Cyprian und Novatian: der Briefwechsel zwischen den Gemeinden in Rom und Karthago zur Zeit der Verfolgung des Kaisers Decius. Tübingen: Mohr 1975 (Beiträge zur historischen Theologie; 48)
- Kirchengeschichte und Gegenwart. Studien, Aufsätze, Predigten, Meditationen. Ausgewählte Werke (Band 2) Herausgegeben von Bärbel Dauber, Wolfgang Grünberg, Holger Hammerich, Eckhard Reichert. Berlin Münster etc.: LIT 1999 (Hamburger Theologische Studien, Bd. 17) ISBN 3-8258-3903-6